# Festival di Berlino 1952

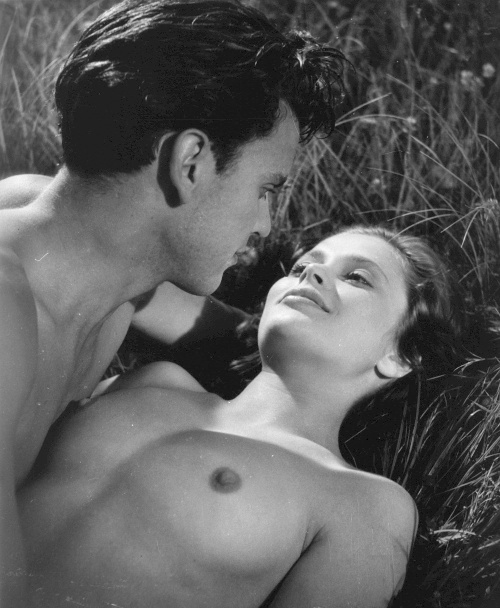
Una scena di Ha ballato una sola estate di Arne Mattsson, vincitore dell'Orso d'oro.

La 2ª edizione del Festival internazionale del cinema di Berlino si svolse a Berlino dal 12 al 25 giugno 1952, con il Delphi Filmpalast e il cinema Capitol come sedi principali. Direttore del festival fu per il secondo anno Alfred Bauer.
La suddivisione in categorie della prima edizione fu abbandonata a partire da quest'anno e i premi furono assegnati solo dal pubblico, che dopo ciascuna proiezione dette un voto ai film su una scala da 1 a 4. Questa decisione venne presa su pressione della FIAPF dato che l'assegnazione dei riconoscimenti da parte di una giuria di esperti, presente nella prima edizione, era riservata ai cosiddetti "festival competitivi", titolo che la Berlinale non si era ancora guadagnata.
L'Orso d'oro fu assegnato al film svedese Ha ballato una sola estate di Arne Mattsson.
Come nell'edizione precedente venne presentata una retrospettiva sul cinema muto.

## Storia
L'attenzione che il festival aveva suscitato dopo il successo della prima edizione aveva portato diversi gruppi politici e sociali (tra cui la Confederazione dei Sindacati) a sperare di trarre vantaggio dal prestigioso evento. Il comitato organizzativo era cresciuto a dismisura, arrivando a contare 25 membri e diventando poco più di un organo consultivo. Uno dei primi aspetti discussi riguardò la necessità di una nuova sede per il festival. Il Titania-Palast, location della prima edizione, venne ritenuto insufficiente con i suoi 2000 posti e il comitato seguì la proposta di Alfred Bauer che individuò come nuove sedi il Delphi Filmpalast e il cinema Capitol nel quartiere di Charlottenburg. Bauer e i rappresentanti dell'industria cinematografica obiettarono la proposta di una seconda proiezione gratuita nelle cosiddette "sale periferiche" dei quartieri di Wedding e Neukölln, soprattutto per i rischi di perdite economiche e di spese aggiuntive che avrebbero gravato sul bilancio del festival. Dopo accese discussioni, il Senato di Berlino ritenne comunque una necessità politica portare il festival nei quartieri dei lavoratori, anche se alla fine fu proiettato un numero limitato di film.
Come nella prima edizione, la FIAPF non consentì l'assegnazione di premi da parte di una giuria internazionale, che continuava ad essere un'esclusiva dei Festival di Cannes e Venezia, ciò nonostante da parte della federazione dei produttori cominciò ad essere impossibile continuare ad ignorare la Berlinale. Grazie anche all'appoggio di Günter Schwarz, rappresentante tedesco della FIAPF, Bauer riuscì ad ottenere il sostegno ufficiale alla convention del 1952.
La cerimonia di apertura si svolse il 12 giugno di nuovo nella Waldbühne, anfiteatro inaugurato in occasione delle Olimpiadi del 1936, anche se le cattive condizioni del tempo non fecero registrare l'enorme afflusso di pubblico registrato l'anno prima. Oltre a star locali come Eva-Ingeborg Scholz, Rudolf Platte e Willy Birgel, all'inaugurazione presenziarono William Holden, l'attrice francese Françoise Rosay, l'attore austriaco Siegfried Breuer e l'attrice indiana Radha Burnier, interprete del film Il fiume di Jean Renoir. Ma la maggior parte dell'attenzione fu riservata a Billy Wilder, che non perse occasione per diffondere un certo ottimismo sul futuro del cinema tedesco. «Se possiamo aiutare un po' sarebbe meraviglioso, tutto il mondo sta aspettando un film tedesco», dichiarò il regista in un'intervista su Die Welt il 22 giugno, «quando cominciano a copiare Hollywood è la fine». I film tedeschi erano stati aspramente criticati l'anno precedente e in questa edizione le cose non andarono meglio, visto che in alcuni casi le grida di disapprovazione del pubblico costrinsero ad interrompere le proiezioni. Uno dei film più commentati e controversi fu Ha ballato una sola estate di Arne Mattsson: la scena di nudo destò un certo clamore ma alla fine fu accolta come espressione di una nuova libertà, tanto che il film si aggiudicò l'Orso d'oro.
L'esigua presenza di film provenienti dagli Stati Uniti, motivo di rammarico da parte di molti commentatori, fu in parte dovuta a due casi che si presentarono alla vigilia del festival. Il primo riguardò I dannati di Anatole Litvak, ritirato dalla competizione dopo che il governo bavarese era intervenuto insinuando la presenza di contenuti antitedeschi, mentre il secondo coinvolse il film Otello diretto da Orson Welles. A causa dei giudizi critici che il regista aveva espresso due anni prima a proposito della situazione in Germania nel dopoguerra, il comitato organizzatore decise inizialmente di non invitarlo. Solo dopo un lungo dibattito il comitato tornò sui suoi passi e inviò l'invito a Welles, che a quel punto rifiutò di partecipare.
Quando il 25 giugno il festival si concluse, la sensazione generale fu che sarebbe continuato negli anni a venire. La politica del Senato nei confronti della Berlinale era diventata più stabile, la posizione di Alfred Bauer come direttore si era ormai affermata e l'intera struttura organizzativa si era rafforzata. Inoltre le esigenze del FIAPF erano state soddisfatte senza dover rinunciare all'assegnazione dei premi, anche se affidare la scelta al pubblico significò lasciar passare praticamente inosservati film come Miracolo a Milano di Vittorio De Sica e Rashomon di Akira Kurosawa.

## Selezione ufficiale (parziale)
- Il cappotto, regia di Alberto Lattuada (Italia)[10]
- Piangi mio amato paese (Cry, the Beloved Country), regia di Zoltán Korda (Regno Unito)
- Fanfan la Tulipe, regia di Christian-Jaque (Francia, Italia)
- Il fiume (Le fleuve), regia di Jean Renoir (Francia, India, Stati Uniti)
- La grande rivale (Un grand patron), regia di Yves Ciampi (Francia)
- Ha ballato una sola estate (Hon dansade en sommar), regia di Arne Mattsson (Svezia)
- Miracolo a Milano, regia di Vittorio De Sica (Italia)
- Moglie per una notte, regia di Mario Camerini (Italia)
- Morte di un commesso viaggiatore (Death of a Salesman), regia di László Benedek (Stati Uniti)[10]
- Rashomon (Rashōmon), regia di Akira Kurosawa (Giappone)
- Tre storie proibite, regia di Augusto Genina (Italia)[10]
- Unter den tausend Laternen, regia di Erich Engel (Germania Ovest, Francia)

## Premi
- Orso d'oro: Ha ballato una sola estate di Arne Mattsson
- Orso d'argento: Fanfan la Tulipe di Christian-Jaque
- Orso di bronzo: Piangi mio amato paese di Zoltán Korda